# متیو سی. پری
متیو کالبریت پری (به انگلیسی: Matthew Calbraith Perry) (زادهٔ ۱۰ آوریل ۱۷۹۴ - درگذشتهٔ ۴ مارس ۱۸۵۸) افسر نیروی دریایی ایالات متحده و فرماندهِ چندین کشتی بود. او در جنگ‌ها و عملیات گوناگونی شرکت داشت که از مهم‌ترین آن‌ها می‌توان به جنگ ۱۸۱۲، جنگ آمریکا و مکزیک و گشودن درهای ژاپن اشاره کرد.

## گشودن درهای ژاپن
در ۸ ژوئیه سال ۱۸۵۳، در زمانی که شوگون‌سالاری توکوگاوا دورهٔ انتقالی از استبداد نظامی شوگون‌ها به دولت میجی را طی می‌کرد، دریادار متیو پری با چهار کشتی سیاه جنگی و نامهٔ رییس‌جمهور آمریکا که حاوی دستورهایی برای امضای یک معادله تجاری بود، وارد خلیج ادو شد. او دستور وصول نامهٔ رئیس جمهوری را داد و تهدید به استفاده از نیروی نظامی کرد. پس از آن‌که ژاپنی‌ها حاضر به پذیرش نامهٔ رئیس جمهور آمریکا شدند، پری با اعلام اینکه برای دریافت پاسخ نامه بازخواهد گشت، به سوی چین حرکت کرد. پری در فوریه سال ۱۸۵۴ به ژاپن بازگشت و پاسخ مطلوب خود را در قالب امضای عهدنامه‌ای به نام عهدنامه کاناگاوا دریافت کرد.